# Corporación Nuevo Cúcuta Deportivo

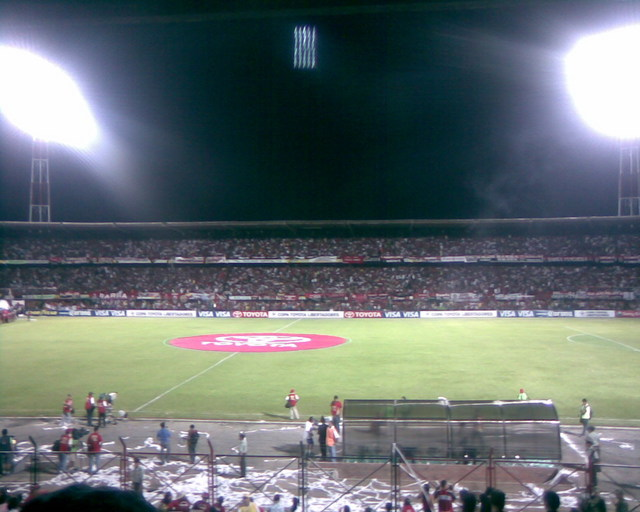
Estadi General Santander

El  Corporación Nuevo Cúcuta Deportivo, més conegut com a Cúcuta Deportivo, és un club de futbol de la ciutat de Cúcuta, Norte de Santander, Colòmbia.

## Història
El club va ser fundat el 10 de setembre de 1924 amb el nom de Cúcuta Sports Club. El club disputà els seus primers partits fora de Colòmbia el 1926 a Caracas, Veneçuela i dos anys més tard a La Guaira, també a Veneçuela. Aquest mateix any participà en els primers Jocs Esportius Nacionals de Colòmbia a la ciutat de Cali.
El 15 de maig de 1949, el president de la lliga colombiana convidà els directors dels clubs Club Colpet, Chinaquillo, Guasimales i Unión Frontera a reforçar el Cúcuta Deportivo de cara a prendre part a la nova lliga professional del país.
El 1954, una crisi econòmica forçà el club a deixar la lliga durant dos anys. El 1995 baixà a la segona divisió, Primera B. L'any següent guanyà aquesta categoria i retornà a primera però tornà a perdre la categoria. Es mantingué en aquesta categoria fins al 2005. El 2006 es proclamà per primer cop campió colombià i es classificà per primer cop per la Copa Libertadores de América.
Amb l'Atlético Bucaramanga disputa el clàssic de la Colòmbia occidental.

## Palmarès
- Fútbol Profesional Colombiano (1): 2006-II
- Primera B (2): 1995-96, 2005

## Jugadors destacats
- Gyula Zsengeller
- Eusebio Tejera
- Schubert Gambetta
- Bibiano Zapiraín
- Carlos Zunino
- Omar Verdún
- Juan Ramón Carrasco
- Nelson Silva Pacheco
- Héctor Ricardo Viera
- Sergio Santín
- Juan Ramón Verón
- Hugo Horacio Lóndero
- Hector Roganti
- César Cueto
- Guillermo La Rosa
- Rolando Serrano
- Germán González
- Albeiro Usuriaga
- Arnoldo Iguaran
- Faustino Asprilla
- Robinson Zapata
- Ruben Dario Bustos
- Macnelly Torres
- Blas Perez